# Moja własna tolerancja
Moja własna tolerancja – demo polskiego zespołu Frontside wydane w 1997 roku.

## Lista utworów
1. „Ogrody partnerstwa”
2. „Przysłowie”
3. „Diabelska dusza”
4. „Bastiony głupoty”
5. „Satyra na pijanych chłopów i cyrk”
6. „Aglomeracje”
7. „Alarm!”
8. „Batman Hero”
9. „Uchwyć ten cień ”
10. „Żyły”
11. „Sosnowiecki Song”
12. „Son of the Blue Sky”